# Géraud Réveilhac
Géraud François Gustave Réveilhac (16 février 1851 à Aurillac - 26 février 1937 à Savenay) est général d'infanterie français de la Première Guerre mondiale qui eut la réputation du mépris de la vie de ses hommes.

## Éléments biographiques
Il est né à Aurillac, dans le Cantal, fils d'un épicier, Robert Réveilhac, et de Marguerite Redon.
Il est fait prisonnier durant la guerre de 1870, du 9 décembre 1870 au 8 janvier 1871, juste après les affrontements à Villorceau. Il y est d'ailleurs blessé le 8 décembre 1870, d'un coup de feu à l'épaule droite.
Après avoir participé, du 4 au 7 avril 1871, à la répression de la Commune à Limoges, il partira plusieurs fois en Afrique (de 1872 à 1881), puis, du 24 avril 1881 au 29 juin 1881, sera en Tunisie au sein du Corps expéditionnaire. Après cela, il retournera en Afrique de 1881 à 1886.
Il sert en Extrême-Orient, au sein de la Division d'occupation du Tonkin et de l'Annam (de 1886 à 1889).
Il eut l'occasion de servir dans différents régiments d'infanterie, bataillons de chasseurs à pied et dans les troupes coloniales (zouaves et chasseurs annamites).
Il est élevé au grade de général de brigade le 21 décembre 1909, commandant la 42e brigade d'infanterie, il porte alors les insignes de commandeur de la Légion d'honneur. Il prend sa retraite en 1913 et se retire dans une propriété qu'il a achetée en 1904 à Savenay en Loire-Inférieure (aujourd'hui Loire-Atlantique), son épouse étant originaire de Nantes.

## Première Guerre mondiale
Pendant la Première Guerre mondiale, il commande la 119e brigade d'infanterie de réserve de la 60e division d'infanterie, du général Joppé qu'il remplace, le 25 septembre 1914 à la tête de la division, après la première bataille de la Marne.

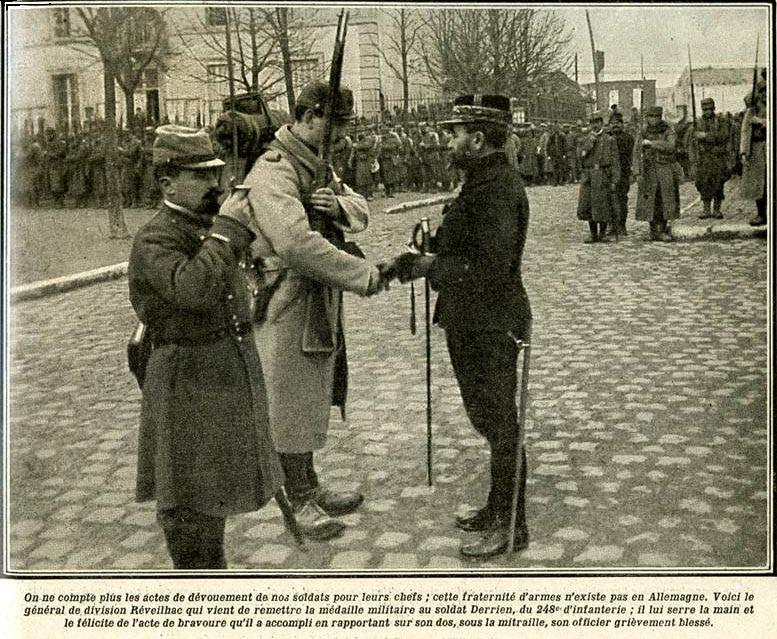
Le général Réveilhac remettant la médaille militaire au soldat Derrien qui sauva la vie d'un officier
(publié dans la revue Le Pays de France, no 27, 22 avril 1915).

Officier montrant un total mépris de la vie de ses hommes, en février 1915, il donne l'ordre à l'artillerie de tirer sur une tranchée française. Fort heureusement, le colonel d'artillerie Bérubé refuse d'obéir sans un ordre écrit. Il ordonne, aussi, la reprise d'une attaque car le pourcentage des pertes admissibles n'avait pas été atteint.
En mars 1915, à Souain dans la Marne, les hommes de la 21e compagnie du 336e régiment d'infanterie, refusent de relancer un assaut voué à l'échec. Le général Réveilhac exige alors du capitaine de la compagnie de lui transmettre les noms de six caporaux et de dix-huit hommes de troupe, choisis parmi les plus jeunes, à raison de deux par escouade, pour être jugé par une cour martiale. Le 16 mars 1915, les inculpés comparaissent devant le conseil de guerre de la 60e division demandé par le général Réveilhac avec ce motif : « refus de bondir hors des tranchées ». Finalement quatre caporaux furent fusillés pour l'exemple: les caporaux de Souain. Ils seront réhabilités après guerre.
Le général Réveilhac ne sera jamais inquiété grâce à la loi d'amnistie, votée en 1919.
En février 1916, il est relevé de ses fonctions et contraint par l'état-major à prendre trois mois de congé. Selon une lettre confidentielle du général Joffre, il « semble être arrivé à la limite de ses capacités physiques et intellectuelles ».
À son retour au service actif, il a reçu un commandement dans la réserve pour le reste de la guerre.
À la fin de la guerre, le général de division Réveilhac est fait grand officier de la Légion d'honneur.
il meurt dans son lit en 1937.
Sa personnalité cruelle a été représentée dans le personnage du général Paul Mireau, auquel s'oppose l'officier interprété par Kirk Douglas, dans le film Les Sentiers de la gloire, réalisé par Stanley Kubrick en 1957.
L'association La Main de Massiges, qui représente les anciens soldats Français de la grande guerre de 1914-1918, demande régulièrement au ministère de la défense, et de la justice, depuis des décennies, de retirer à titre posthume, et d'exemple, les décorations que le général Réveilhac à obtenues, surtout la Légion d'honneur, dans le cadre d'un devoir de mémoire, à propos de soldats tués inutilement. La démarche est restée sans réponse depuis.  

## Décorations[4]
- Grand officier de la Légion d'honneur en 1916 (chevalier en 1886, officier en 1896, commandeur en 1910)
- Médaille commémorative de l'expédition du Tonkin
- Médaille coloniale (agrafe Tunisie)
- Officier de l'Instruction publique
- Officier de l'ordre impérial du dragon d'Annam
- Commandeur du Nichan Iftikhar

### Filmographie
- Les Sentiers de la gloire de Stanley Kubrick (1957)